# Кендзежин (Великопольське воєводство)
Кендзежин (пол. Kędzierzyn) — село в Польщі, у гміні Неханово Гнезненського повіту Великопольського воєводства.
Населення — 164 особи (2011).
У 1975-1998 роках село належало до Познанського воєводства.

## Демографія
Демографічна структура станом на 31 березня 2011 року:
|          | Загалом | Допрацездатний вік | Працездатний вік | Постпрацездатний вік |
| -------- | ------- | ------------------ | ---------------- | -------------------- |
| Чоловіки | 78      | 14                 | 57               | 7                    |
| Жінки    | 86      | 15                 | 55               | 16                   |
| Разом    | 164     | 29                 | 112              | 23                   |